# Charlie Mariotti
Charles Noel Mariotti Tapia (Las Matas de Farfán, 10 de marzo de 1958) es un político, gerente y locutor dominicano. Ha ocupado importantes cargos públicos, destacándose como Senador de la República Dominicana por la Provincia de Monte Plata y como Secretario General del Partido de la Liberación Dominicana.

## Primeros años y educación
Charlie Mariotti nació el 10 de marzo de 1958 en Las Matas de Farfán, Provincia de San Juan.[cita requerida] Es hijo de Charles Noel Mariotti Martini, un agrónomo de ascendencia corsa-dominicana, y de Enoé Liliana Tapia Suero.[cita requerida]
Realizó sus estudios superiores en la Universidad Pedro Henríquez Ureña, donde obtuvo el título de Doctor en Derecho (Juris Doctor).[cita requerida] También cursó estudios en la Pontificia Universidad Católica Madre y Maestra.[cita requerida]

## Carrera política
La trayectoria política de Charlie Mariotti se ha desarrollado principalmente dentro del Partido de la Liberación Dominicana (PLD), al que ha pertenecido durante gran parte de su carrera.[cita requerida]

### Gobernador Civil de Monte Plata
Entre los años 1998 y 2000, Mariotti se desempeñó como Gobernador Civil de la Provincia de Monte Plata.[cita requerida] Durante este período, trabajó en la gestión y coordinación de las políticas gubernamentales a nivel provincial.[cita requerida]

### Senador de la República Dominicana
En 2006, Charlie Mariotti fue elegido al Senado de la República Dominicana en representación de la Provincia de Monte Plata.[cita requerida] Fue reelegido para este cargo en dos ocasiones consecutivas, en 2010 y 2016, sirviendo un total de 14 años en la cámara alta del Congreso Nacional de la República Dominicana hasta el 16 de agosto de 2020.[cita requerida]
Durante su tiempo en el Senado, Mariotti presidió la "Comisión de Industria, Comercio y Zonas Francas".[cita requerida] También fue presidente de la Asociación Parlamentaria Italia-República Dominicana, promoviendo las relaciones bilaterales entre ambos países.[cita requerida] Como senador, Mariotti fue un defensor activo de las necesidades de su provincia, Monte Plata, reclamando mejoras en infraestructuras como caminos vecinales y supervisando obras educativas y deportivas.

### Secretario General del PLD
En marzo de 2021, Charlie Mariotti fue elegido Secretario General del Partido de la Liberación Dominicana (PLD), uno de los cargos de mayor relevancia dentro de la estructura partidaria. Ocupó esta posición hasta 2024.[cita requerida]

## Vida personal
Además de su carrera política, Charlie Mariotti también se ha desempeñado como gerente y locutor, lo que le ha permitido mantener una presencia pública constante.[cita requerida]